# Croquembouche

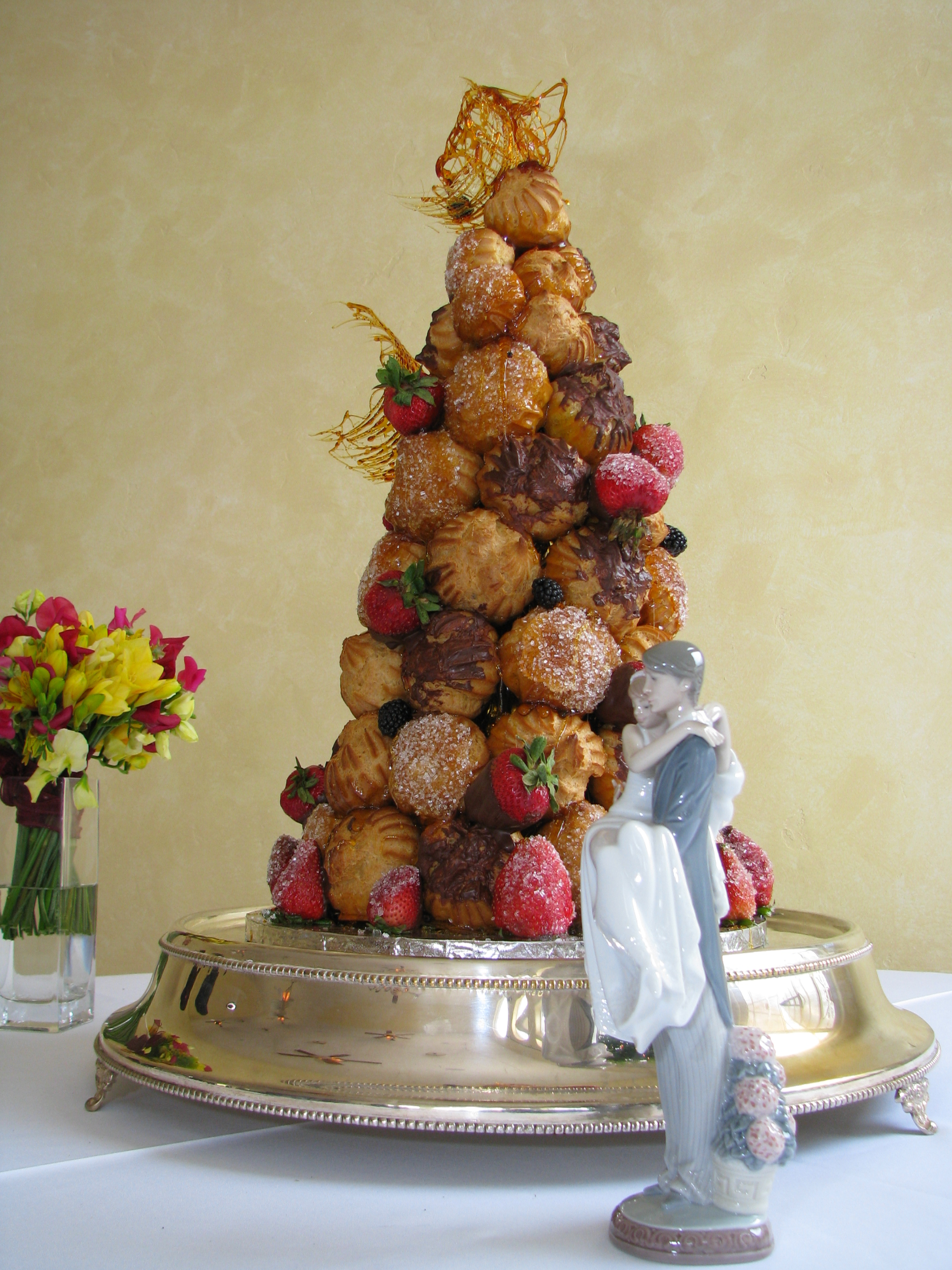
Ein Hochzeitscroquembouche

Der Croquembouche, auch Croque en bouche (französisch „kracht im Mund“), alte Schreibweise: "croqu'en-bouche" oder Pièces montées (französisch „zusammengebaute Stücke“) oder "Pyramide de choux", auf deutsch auch Krachgebäck, ist eine Torte der französischen Küche.
Sie besteht aus zu einer Pyramide getürmten, mit Vanillecreme oder Schlagsahne gefüllten Windbeuteln, die von Karamell oder Zuckerguss zusammengehalten werden. Ein Croquembouche wird traditionell zu feierlichen Anlässen gebacken, vor allem als Hochzeitstorte. Hierbei kann die Pyramide 50 cm und höher werden.
Sie wurde 1806 von André Viard das erste Mal in der kulinarischen Enzyklopädie "Le Cuisiner impérial" erwähnt.
Im Manga One Piece von Eiichiro Oda konnte nur diese Torte die Kaiserin Big Mom beruhigen.